# Pinzgauer Strahlenziege

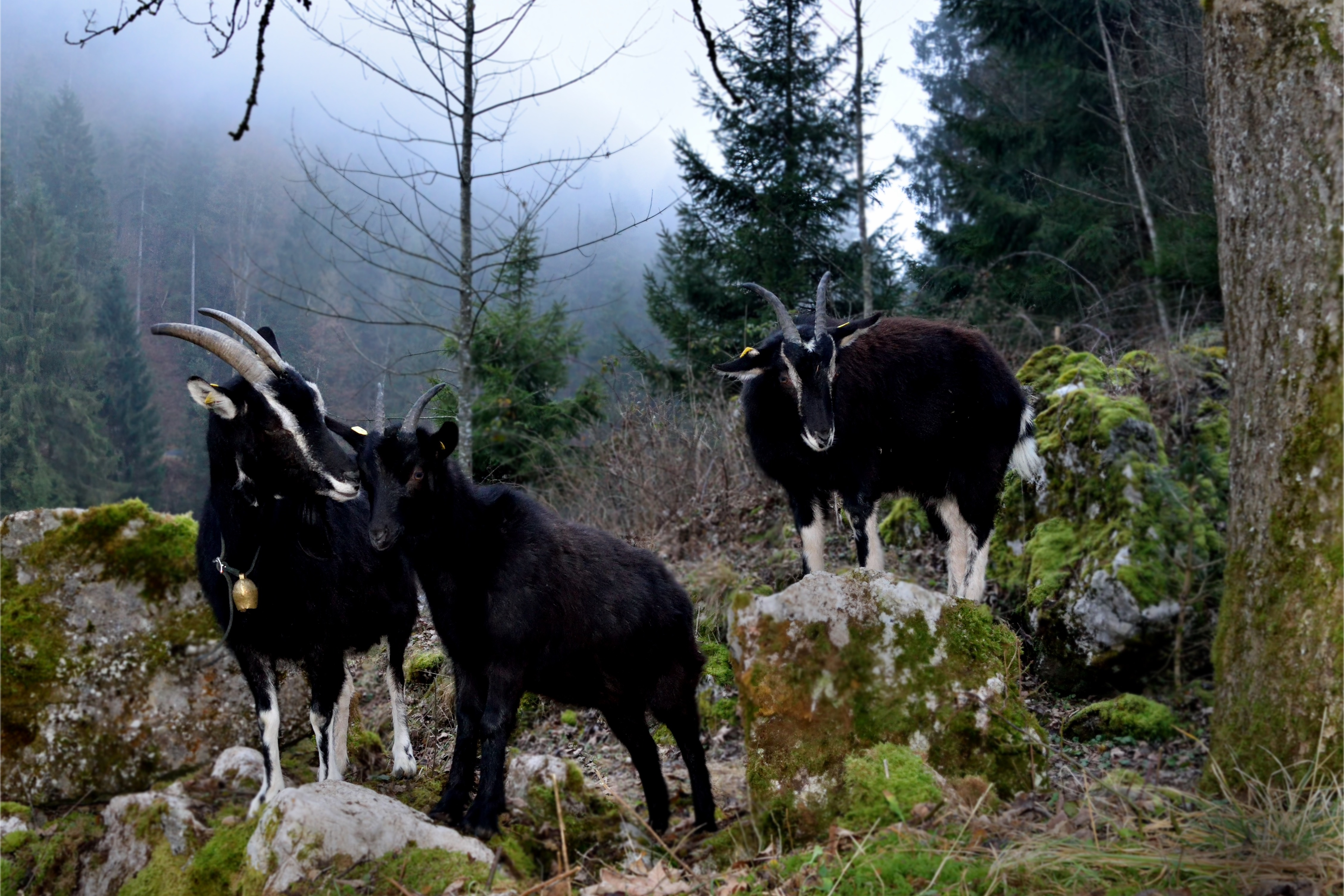
Pinzgauer Strahlenziegen

Die Pinzgauer Strahlenziege (früher auch „Pinzgauer Strahlengeiß“ oder „Gestriemte Ziege“) ist eine schwarz-weiß gefärbte und bedrohte Gebirgsziegenrasse. Ihr historisches Verbreitungsgebiet umfasste Salzburg, Tirol und die Bayerischen Alpen.

## Erscheinung
Die Pinzgauer Strahlenziege ist eine mittelgroß bis großrahmig, kräftig gebaute Gebirgsziege mit tiefem, breiten Körper. Das Fell ist mittellang und schwarz bis braun gefärbt. Im Gesichtsfeld weist sie die namensgebenden weißen Strahlen auf, welche bei männlichen Tieren im zunehmenden Alter unterbrochen sind. Die Umgebung des Mauls sowie die Innenseite der Ohren, der Spiegel und die Beine sind ebenfalls weiß. Die Gliedmaßen sind am Vorderfußgelenk sowie am Sprunggelenk von einem schmalen schwarzen Streifen durchzogen. Meist sind die Tiere behornt, es treten jedoch auch genetisch hornlose Tiere auf. Böcke weisen eine Widerristhöhe von 70 bis 90 cm und ein Gewicht von 65 bis 85 kg, Geißen von 70 bis 85 cm und 45 bis 75 kg auf.
Vereinzelt werden auch gänzlich schwarze oder auch gescheckte Tiere geboren. In der Erhaltungszucht mit geringen Populationen spielen diese Tiere für die Nachzucht noch eine wichtige Rolle, da auch sie wieder Kitze mit charakteristischen Merkmalen zur Welt bringen. In Österreich sind diese jedoch von der Herdbuchzucht ausgeschlossen, da die Population ansteigend ist.
Strahlenziegentypen sind aufgrund ihrer Farbgenetik, welche jener der ursprünglichen Bezoarziege ähnelt, im gesamten Alpenraum anzutreffen. Die Strahlenzeichnung ist somit kein angezüchtetes Merkmal, sondern vielmehr ein natürliches Erscheinungsbild.
Daher ist die Pinzgauer Strahlenziege leicht mit der Bündner Strahlenziege, der British Alpine oder auch der Thüringer Waldziege zu verwechseln, jedoch genetisch nicht näher mit diesen Rassen verwandt.

## Eigenschaften
Die Pinzgauer Strahlenziege erweist sich als robuste und genügsame Gebirgsrasse, die auch für extreme Haltungsbedingungen gut geeignet ist. Als widerstandsfähiges Almtier weist sie noch einige ursprüngliche Verhaltensmerkmale auf. Beispielsweise legt sie sich Scheuerplätze für die Hautpflege an, versteckt zum Schutz die jungen Kitze oder sucht instinktiv bei drohendem schlechtem Wetter Felsunterstände auf. Die gute Unterwolle macht sie auch für Kälte wenig anfällig.
Als Landschaftspfleger machen sie sich zudem bei der Verdrängung von Brombeeren, Fichten, Farn, u. ä. nützlich. Als guter Milchlieferant erreicht die Pinzgauer Strahlenziege eine Jahresleistung von ca. 600 bis 650 kg Milch. Diese ist geschmacklich besonders mild und erweist sich dadurch als qualitativ hochwertig. Bei der Leistungsprüfung des 30-Tages-Gewichtes kommen die Kitze auf Werte zwischen 9,5 und 12 kg.

## Historie und Verbreitung
Als bodenständige Rasse hat die Strahlenziege ihren Ursprung im salzburgerischen Pinzgau. Noch zu Beginn der 1930er Jahre wurde sie zum Bestandsaufbau der Bündner Strahlenziege in die Schweiz exportiert. Zu Zeiten des NS-Regimes machte die Rassenbereinigung auch vor Tieren nicht Halt und so wurde die Haltung der Pinzgauer Strahlenziege untersagt. Sie entsprach nicht dem Ideal einer braunen Milchziege.
Erst im Jahr 2002 setzte man erste Erhaltungsmaßnahmen, initiiert von der Arche Austria – Verein zur Erhaltung gefährdeter Haustierrassen – und unterstützt vom Salzburger Landesverband für Schafe und Ziegen. Dadurch gelangen auch die Anerkennung als hochgefährdete Ziegenrasse durch die Österreichische Nationalvereinigung für Genreserven landwirtschaftlicher Nutztiere (ÖNGENE) und die Aufnahme in die Liste der geförderten Haustierrassen der Agrarumweltmaßnahmen (Österreichisches Programm für umweltgerechte Landwirtschaft (ÖPUL) 2007).
Aktuell beläuft sich die Zucht vereinzelt auf Osttirol, das Tiroler Oberland, die Südtiroler Grenzregion zu Nordtirol und das Bundesland Salzburg. Dabei beschränkt sich der Bestand auf aktuell 219 Herdbuchtiere (Stand 02/2017). Seit 2016 hat auch ein Betrieb im historischen Verbreitungsgebiet der Bayerischen Alpen die Zucht aufgenommen. Die Eröffnung eines bayerischen Herdbuches wird angestrebt (Stand 02/2017).

## Bilder

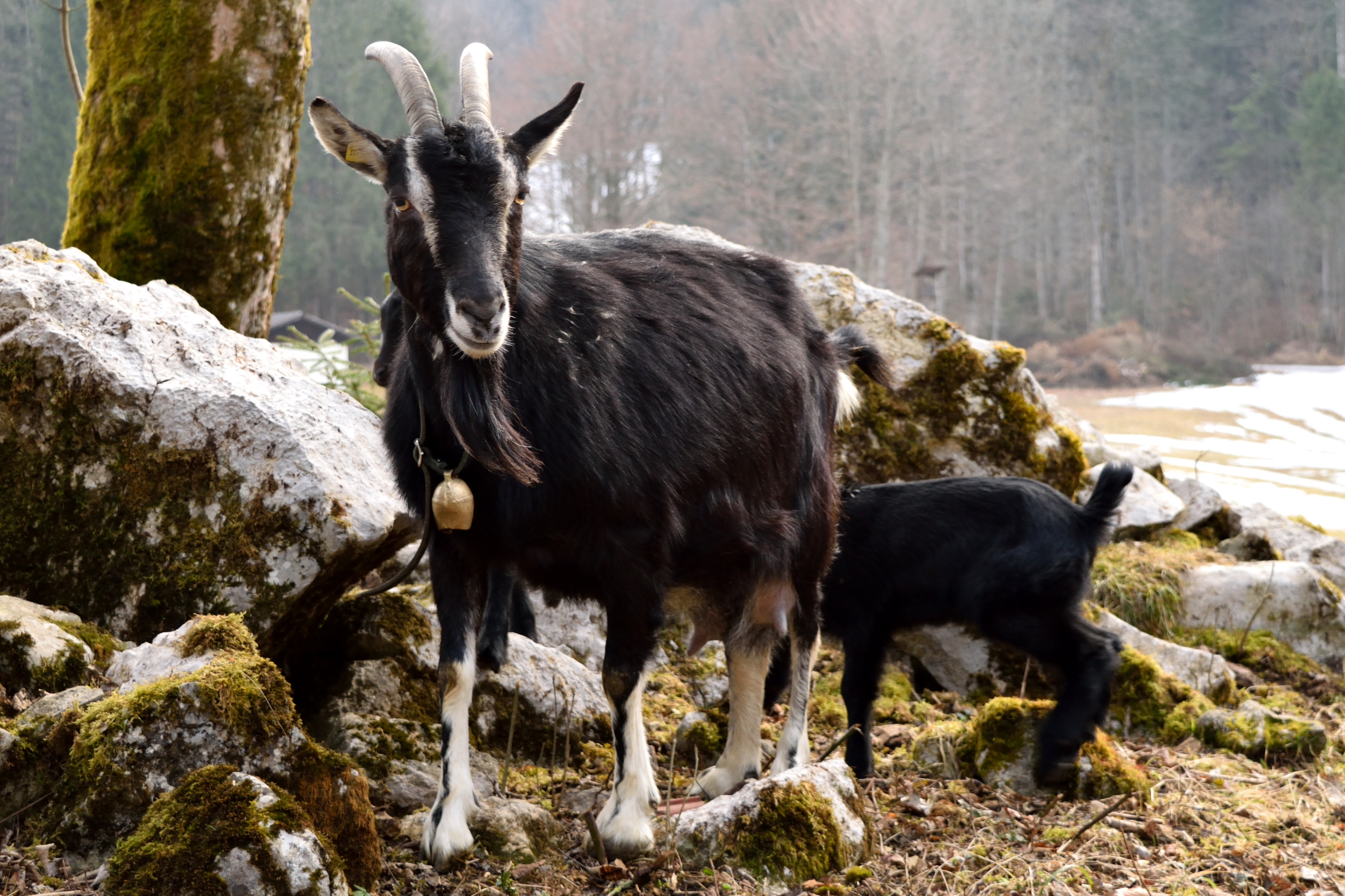
Idealbild einer ausgewachsenen Pinzgauer Strahlenziege
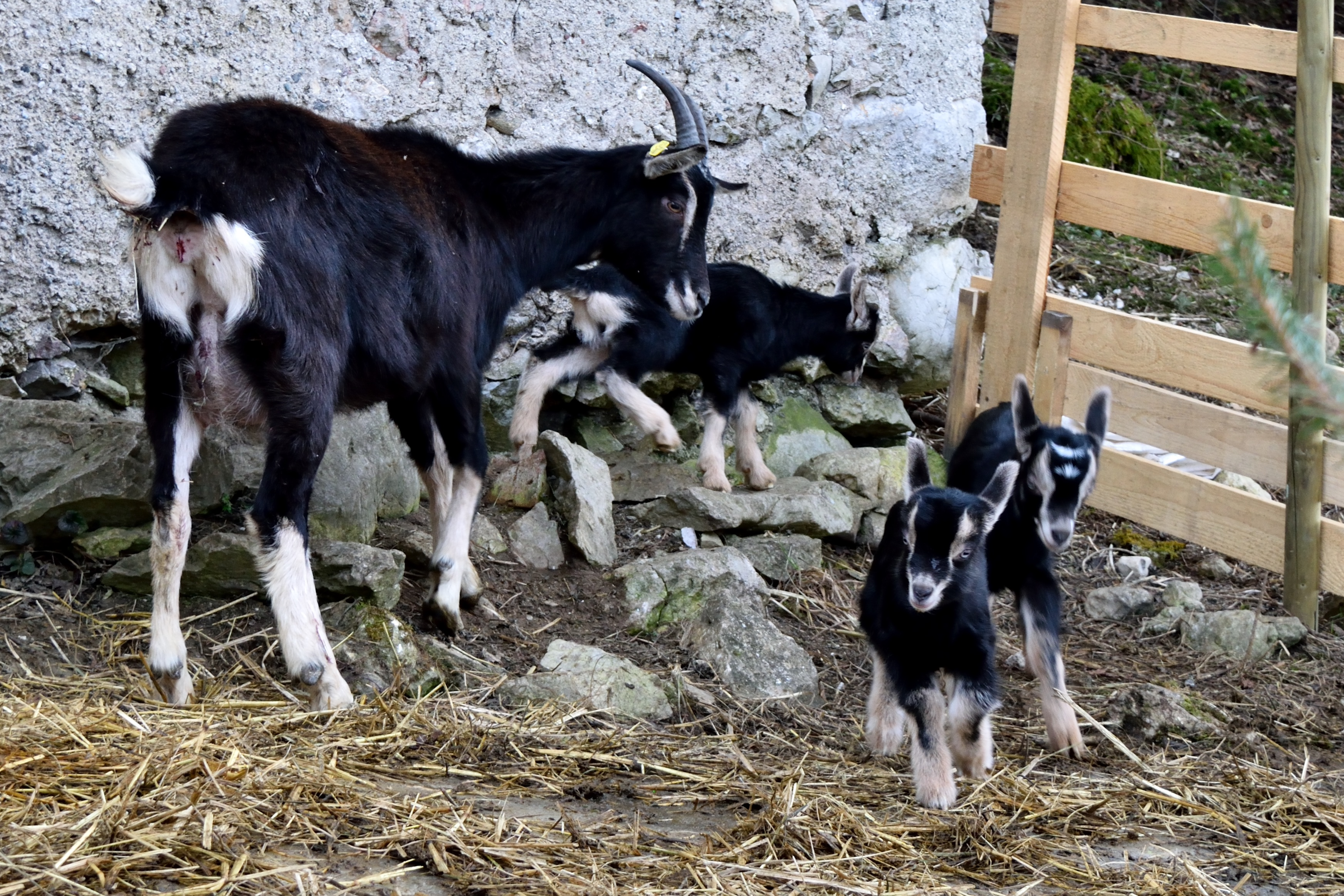
Jungziege mit Zicklein
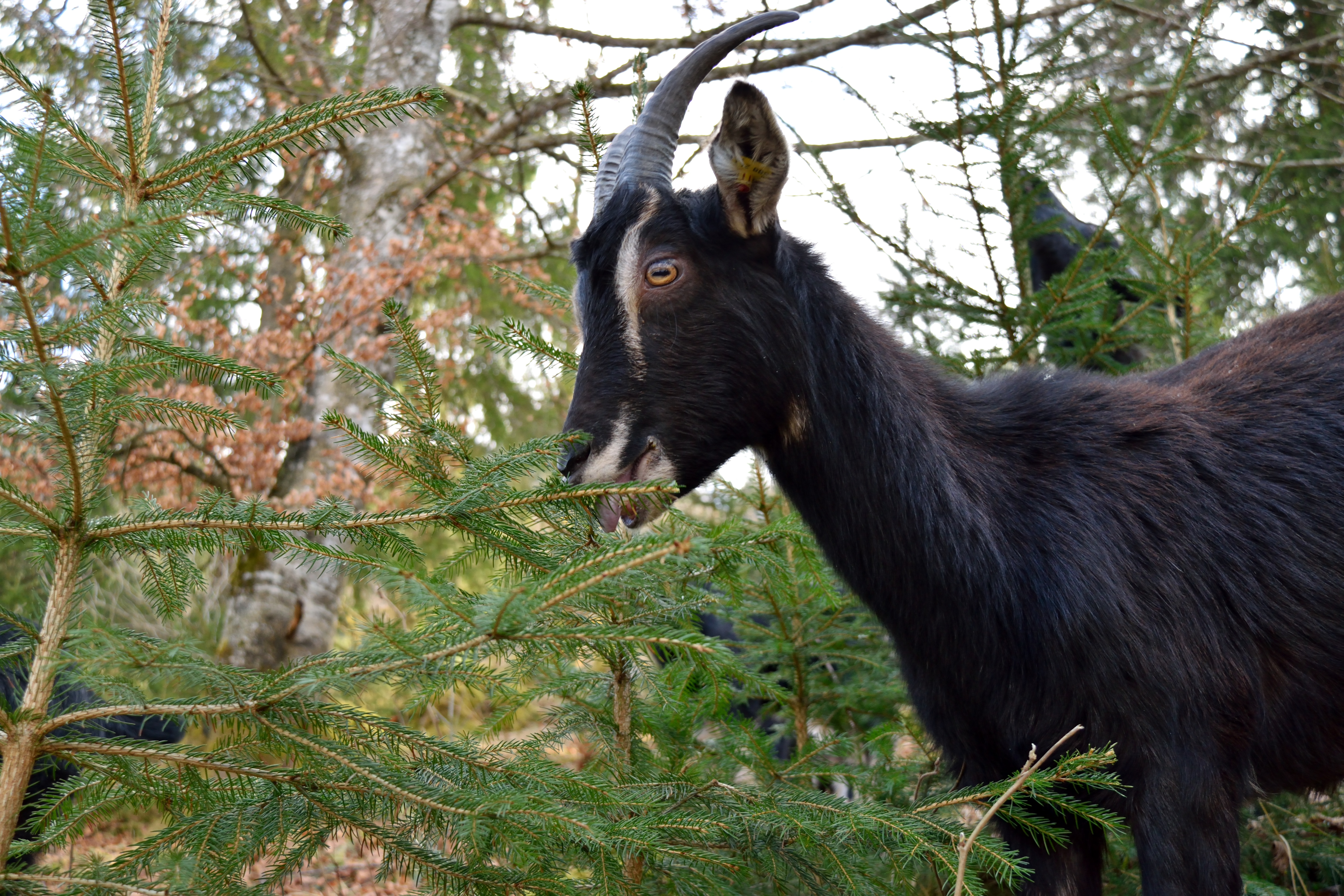
Pinzgauer Strahlenziege als Landschaftspfleger